# Ali Amini
Ali Amini (lyssna (fil)), född 1905 i Teheran i Persien, död 1992 i Paris i Frankrike, var en iransk politiker som tjänstgjorde som landets premiärminister 1961–1962, justitieminister 1955–1956 och finansminister 1953–1955) samt som Irans ambassadör till USA 1956–1958. 
Amini härstammade från den tidigare dynastin qajarerna och studerade vid Irans första moderna lärosäte, högskolan Dar ol-Fonun, och avlade sedan examen i juridik vid universitetet i Grenoble i Frankrike. Dessutom blev han fil.dr. i ekonomi i Université Paris-Sorbonne. Han var förutom inom politiken även verksam inom juridiken. Han ingick som minister i en av veteranpolitikern Ahmed Qavams regeringar på 1940-talet - endast 37 år gammal från 1942. Han var sedan under 1950-talet minister med ansvar för vissa ekonomiska frågor och även en tid kulturminister. Han var Irans premiärminister 1961-1962 (under Pahlavimonarkin).
Amini var politiskt närstående USA och inte minst president John F. Kennedy. Han gjorde en comeback i iransk politik i slutet av 1970-talet och tjänade Mohammad Reza Pahlavi som rådgivare fram till shahens fall i början av 1979.
Han levde i exil i Frankrike från 1979 fram till sin död. I exilen ledde han en monarkistisk oppositionsgrupp mot Khomeiniregimen i hemlandet.